# Cheddi Jagan
Cheddi Berret Jagan (Port Mourant, 22 marzo 1918 – Washington, 6 marzo 1997) è stato un politico guyanese.

## Biografia
Nacque nel 1918 a Port Mourant, un villaggio nella Berbice, da genitori indiani originari di Basti, nell'Uttar Pradesh. Dopo un'infanzia povera passata tra le piantagioni di canna da zucchero, studiò prima a Georgetown e poi negli Stati Uniti d'America per diventare dentista; tuttavia, una volta tornato in patria, si dedicò alla lotta per l'indipendenza della Guyana dal dominio britannico.
L'impegno politico lo portò a fondare il partito di sinistra PPP (Partito Progressista del Popolo). In seguito alle prime libere elezioni della colonia salì al potere dal maggio all'ottobre 1953, venendo tuttavia destituito direttamente da Winston Churchill perché ritenuto troppo filo-comunista. Lui e la moglie furono brevemente incarcerati dalle autorità inglesi, venendo poi rilasciati nel 1957; Jagan allora tornò per un certo tempo all'attività di dentista, per poi rientrare in politica. Fu poi primo ministro della Guyana dal settembre 1961 al dicembre 1964, prima dell'indipendenza del Paese. In vista di una prossima Guyana indipendente gli Stati Uniti erano preoccupati di un suo eventuale avvicinamento all'Unione Sovietica, e Jagan si recò allora in visita da John Fitzgerald Kennedy per rassicurarlo di persona; l'amministrazione Kennedy e la CIA tuttavia interferirono regolarmente negli affari guyanesi durante il suo mandato.
Dopo l'indipendenza il PPP si scisse a causa delle divisioni etniche guyanesi, con la componente indiana che rimase fedele a Jagan e quella afro-americana che invece aderì al Congresso Nazionale del Popolo di Forbes Burnham. Quest'ultimo prese il potere divenendo un vero e proprio dittatore, e Jagan guidò per decenni l'opposizione a lui e al suo successore Desmond Hoyte.
Nel 1992, in seguito alle prime libere elezioni della Guyana, Cheddi Jagan venne eletto alla guida del Paese come suo quarto presidente. Rimase in carica fino alla propria morte, avvenuta il 6 marzo 1997 in seguito ad un attacco cardiaco ed un ricovero d'emergenza a Washington D.C.

## Vita privata
Nel 1943, durante i suoi studi, si sposò con Janet Rosenberg, una cittadina americana che poi acquisì passaporto guyanese. Anche lei coinvolta in politica, divenne a sua volta Presidente della Guyana dopo la morte del marito. Cheddi e Janet Jagan ebbero due figli, Cheddi Jr. "Joey" e Nadira, che raccolsero entrambi l'eredità politica dei genitori.